# Oldsmar
Oldsmar es una ciudad ubicada en el condado de Pinellas en el estado estadounidense de Florida. En el Censo de 2010 tenía una población de 13.591 habitantes y una densidad poblacional de 543,73 personas por km².

## Geografía
Oldsmar se encuentra ubicada en las coordenadas 28°2′54″N 82°40′17″O / 28.04833, -82.67139. Según la Oficina del Censo de los Estados Unidos, Oldsmar tiene una superficie total de 25 km², de la cual 22.54 km² corresponden a tierra firme y (9.82%) 2.46 km² es agua.

## Demografía
Según el censo de 2010, había 13.591 personas residiendo en Oldsmar. La densidad de población era de 543,73 hab./km². De los 13.591 habitantes, Oldsmar estaba compuesto por el 83.96% blancos, el 5.44% eran afroamericanos, el 0.2% eran amerindios, el 5.89% eran asiáticos, el 0.08% eran isleños del Pacífico, el 2.08% eran de otras razas y el 2.35% pertenecían a dos o más razas. Del total de la población el 11.35% eran hispanos o latinos de cualquier raza.